# Duomo di Milazzo

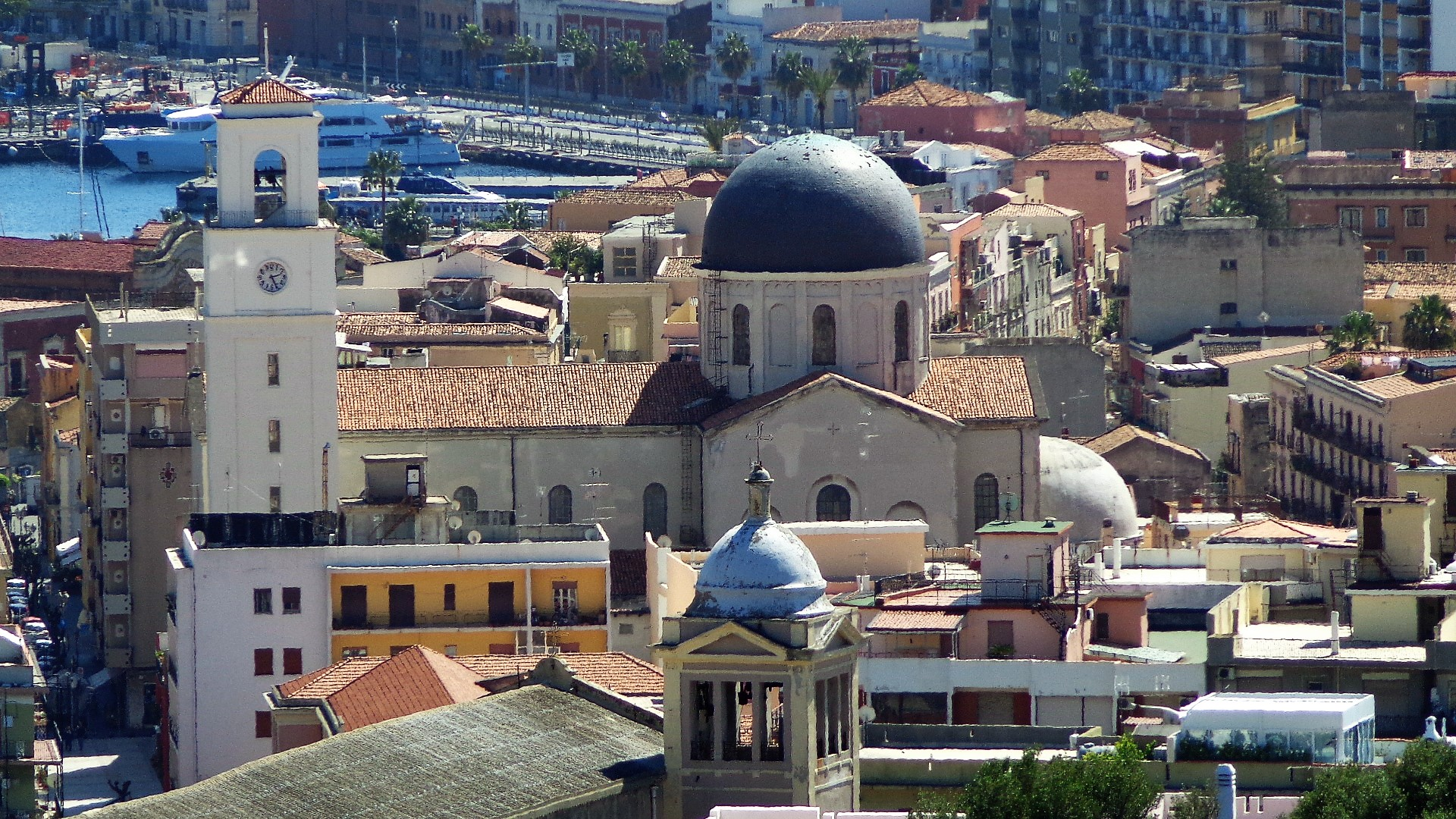
Il duomo visto dal Castello.

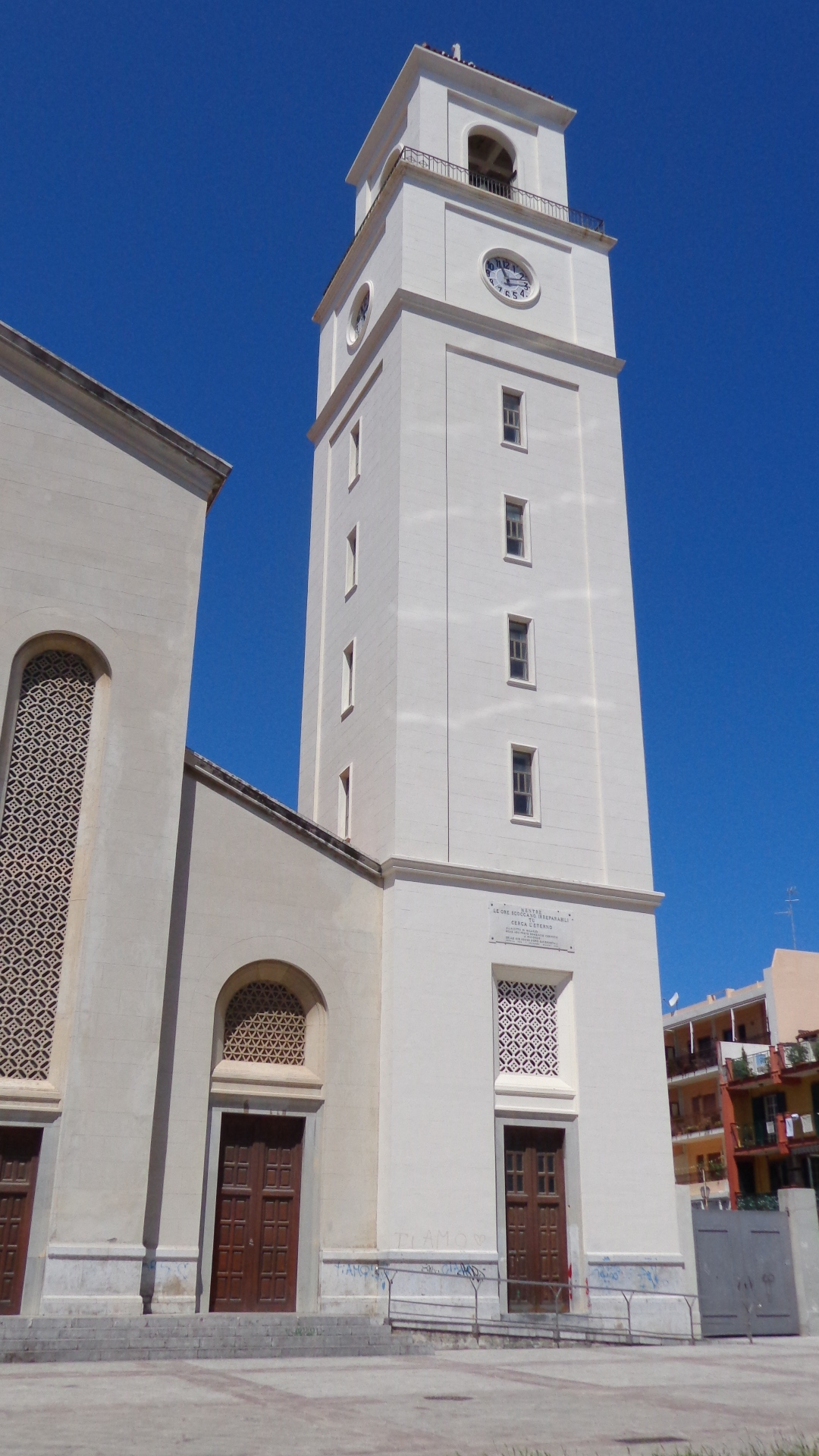
Campanile.

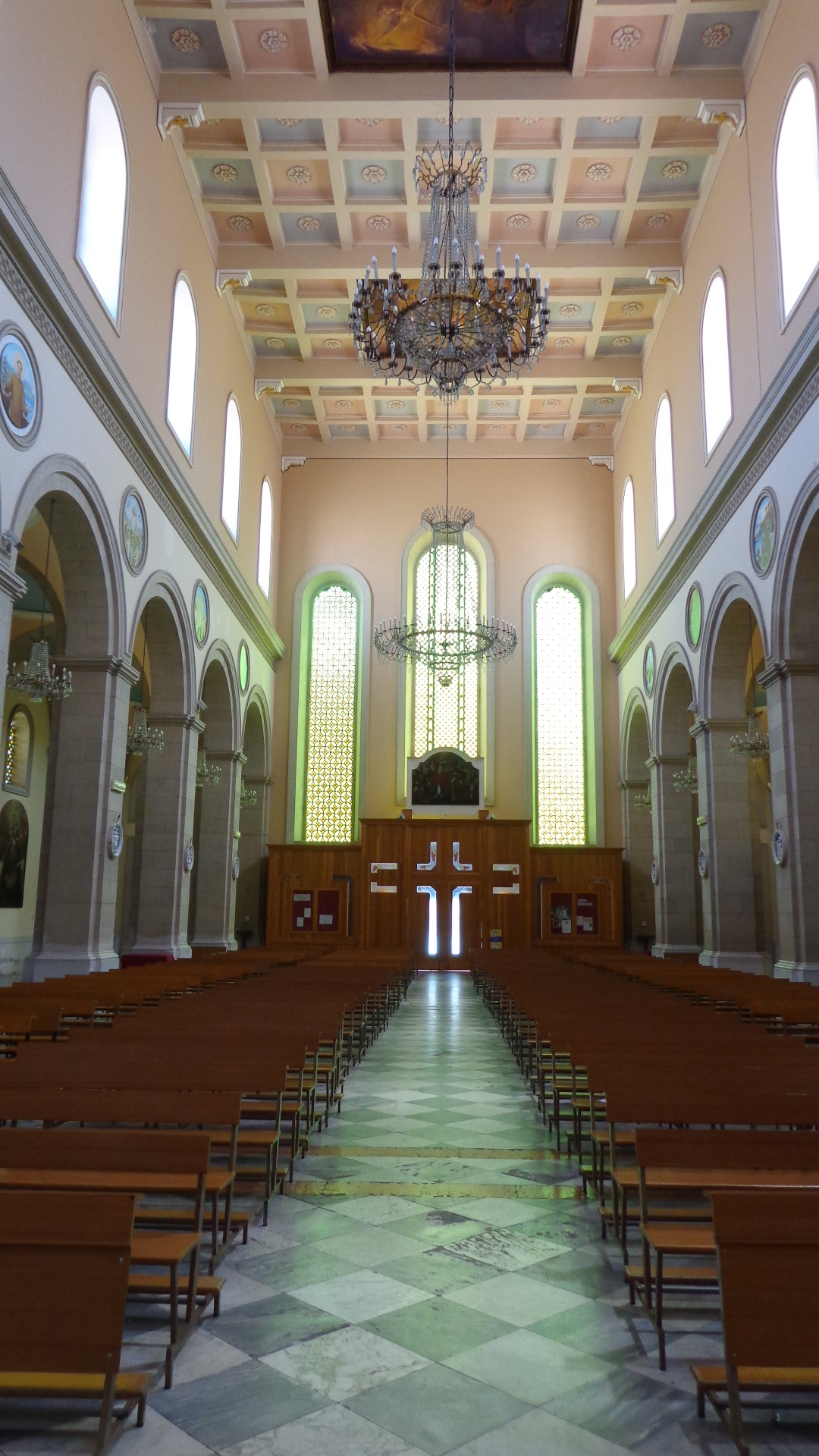
Navata centrale e ingresso.

Il duomo di Milazzo o duomo di Santo Stefano protomartire sorge in piazza Duomo a Milazzo. È la più grande delle chiese di Milazzo. Appartenente all'arcidiocesi di Messina-Lipari-Santa Lucia del Mela, vicariato di Milazzo sotto il patrocinio di san Francesco di Paola, arcipretura di Milazzo, parrocchia di Santo Stefano protomartire. 
Il motto inciso sulla targa marmorea del campanile recita:

## Storia
Un vescovo di Mylae o Milae è attestato nel 680, la diocesi potrebbe essere anteriore al VII secolo. Accomunata al destino di Tyndaris, Thermae, Tauromenion e Leontinoi, soppresse durante l'invasioni saracene in epoca araba e non più ripristinate in epoca normanna. 
Escludendo le due diocesi di Mylae e di Thermae, un'ampia porzione di territorio costituito dal litorale settentrionale dell'isola sarebbe rimasto soggetto alle sole sedi di Hyccara, Panormus e Tyndaris. Le diocesi di Cephaloedium e Lipari sono soppresse per poi essere ripristinate durante il Regno normanno di Sicilia, le diocesi di Patti e quella di Santa Lucia del Mela saranno istituite rispettivamente in epoca normanna la prima, in epoca sveva la seconda.
Un'epistola di Papa Gregorio Magno del 603 menziona un vescovo di nome Exhilaratus residente presso Palermo. Poiché le cronotassi dei vescovi delle principali diocesi isolane dell'ultimo decennio del VI secolo sono consolidate e documentate, verosimilmente si giunge alla conclusione che il personaggio in questione sia da collocare in una delle due diocesi soppresse di Termini Imerese o di Milazzo.
Di San Pappio o Pappiano venerato in Milazzo come San Papino non si hanno notizie certe.
- 2018, Sulla base delle fonti documentali Milazzo è annoverata tra le sedi vescovili titolari come Dioecesis Melacensis.
- 3 settembre 2019. Papa Francesco ha nominato arcivescovo titolare Paolo Borgia, nunzio apostolico.[4]

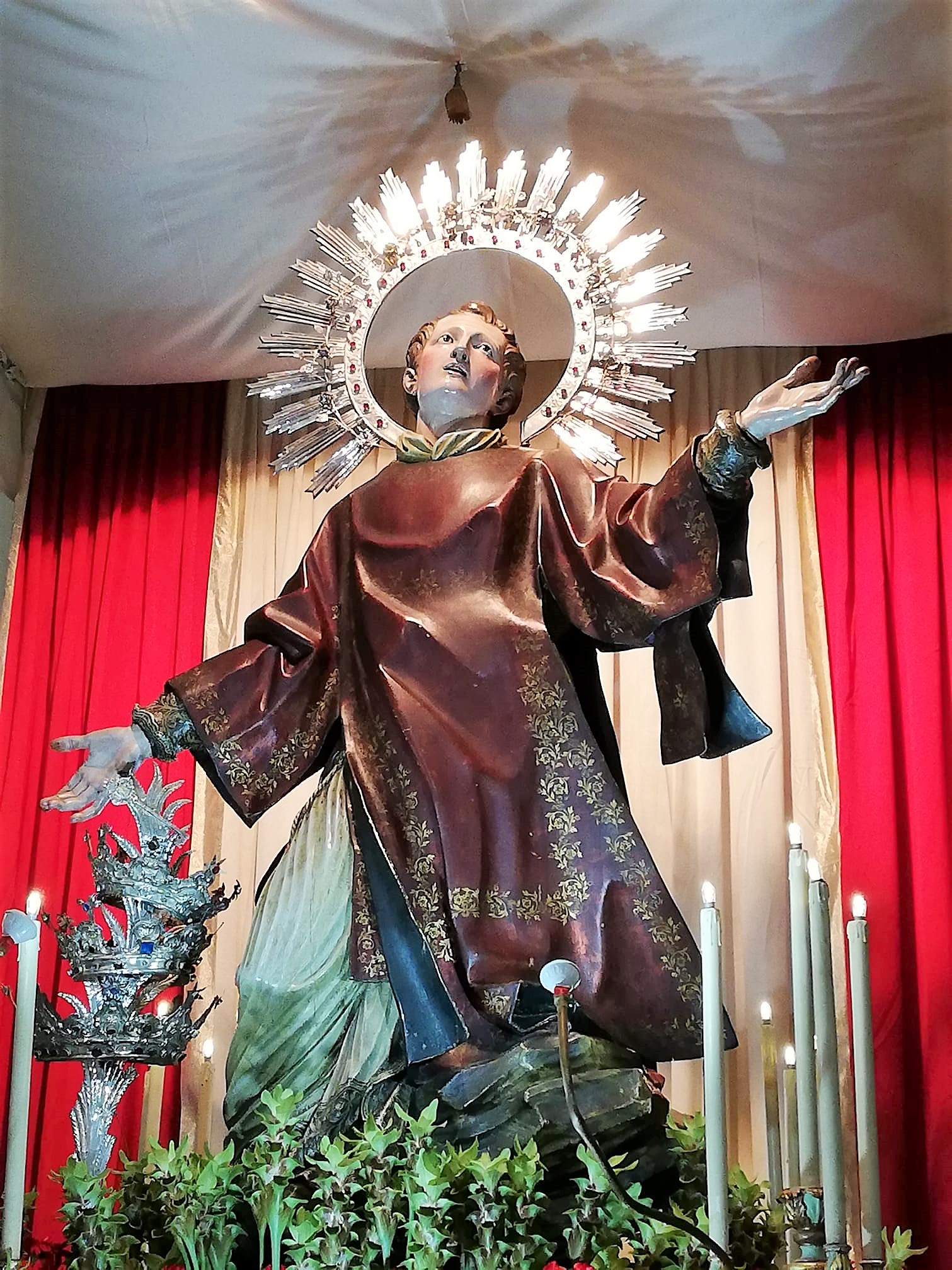
Santo Stefano Protomartire, statua lignea opera di Filippo Quattrocchi.

- 1461, Rinvenimento delle ossa di un braccio presso l'altare della chiesa di Santa Maria del Boschetto, verosimilmente deposte in età medievale.
- 1481, La traduzione di un'antica pergamena in lingua orientale da parte di preti Caldei di fede ortodossa, svela l'appartenenza delle reliquie al protomartire.
- 1521, Il popolo ed il clero di Milazzo ottengono il consenso di venerare le reliquie, pongono santo Stefano quale nuovo protettore della città.

La festività è fissata la prima domenica di agosto per celebrare il 3 agosto 1461, giorno della invenzione del santo Braccio.

## Descrizione
Il progetto del nuovo edificio di culto è affidato all'architetto Francesco Valenti, il cui primitivo impianto, rivolto ad oriente, è in parte modificato dagli ingegneri Mario Pagano e Giovanni Crinò. Il duomo sorge sull'area ricavata dall'abbattimento del teatro comunale, risalente al settecento, e della primitiva chiesa dell'Addolorata.
Sostituisce il duomo antico chiuso al culto in quanto gravemente danneggiato e vandalizzato durante la sanguinosa battaglia del 20 luglio 1860, scontro inserito tra le contese legate alla liberazione della Sicilia fra le truppe borboniche e garibaldine, la battaglia di Milazzo.
Il nuovo duomo è inaugurato il 27 dicembre 1953 da Guido Tonetti, arcivescovo coadiutore di Messina.

## Interno

### Navata destra
- Prima campata: Alla parete dipinto su tela raffigurante episodio di vita di Gesù, autore ignoto.
  - Nicchia con statua raffigurante santo vescovo.
- Seconda campata: Alla parete dipinto su tela raffigurante Vergine con bambino fra Santi, autore ignoto.
- Terza campata: ingresso laterale destro.
- Quarta campata: Alla parete dipinto su tela raffigurante Santo Eremita, autore ignoto.
- Quinta campata: Altare di San Giovanni Bosco. Nelle adiacenze è collocata una campana proveniente dal duomo antico.

### Navata sinistra
- Prima campata: Madonna con bambino, bassorilievo in terracotta.
- Seconda campata: Altare di Sant'Andrea e San Pietro. Pala d'altare raffigurante Sant'Andrea e San Pietro, olio su tela, autore ignoto siciliano del 1800.
- Terza campata: ingresso laterale sinistro.
- Quarta campata: Altare dedicato ai Santi martiri milazzesi. Sulla sopraelevazione è collocata la tela, opera di ignoto, commissionata nel 1622 dai giurati per il duomo antico.
- Quinta campata: Altare dedicato a santa Rita. Dal 1964 accoglie la statua della santa, opera realizzata nel 1932.

### Transetto

#### Transetto destro
- 1755, Adorazione dei Magi, dipinto su tela opera di Scipione Manni.
- Altare del Sacro Cuore di Gesù. Statua settecentesca in cartapesta.
  - ?, Martirio di santa Lucia, dipinto su tela d'autore ignoto.
- 1753 Martirio di san Sebastiano, dipinto su tela opera di Scipione Manni.

Nell'angolo sinistro il varco d'accesso alla Cappella del Santissimo Sacramento, il vano ospita un tabernacolo di stile rinascimentale. Un Crocifisso in legno e stucco d'autore ignoto, ridipinto nel 1961, sovrasta l'ingresso.

#### Transetto sinistro
- Teca sinistra: 
  - XV secolo, Deposizione, altorilievo in legno policromo d'autore ignoto.
  - 1791, Velario Pasquale, opera utilizzata in occasione della Settimana santa.
  - XV secolo, Crocifisso, scultura in legno policromo d'autore ignoto proveniente dal duomo antico.
  - In alto: 1573, Natività o Adorazione dei pastori, dipinto di Deodato Guinaccia.[5]
- Altare al Cuore Immacolato di Maria del 1957. 
  - In alto: Madonna del Lume, dipinto del 1754.
- Teca destra: ?, Annunciazione, gruppo marmoreo di stile rinascimentale.
  - In alto: Annunciazione, dipinto.

Nell'angolo destro è collocato il Fonte battesimale, manufatto rinascimentale del XV secolo proveniente dalla primitiva chiesa madre di Santa Maria. Alla parete dipinto su tela raffigurante la Natività, opera di Scipione Manni, opera proveniente dalla chiesa del Santissimo Salvatore. Sotto il cornicione la raffigurazione di San Giovanni Battista, sulla parete in corrispondenza della navata sinistra San Pietro apostolo, all'interno dell'abside il Battesimo nel fiume Giordano.
- Martirio di santo Stefano del 1729 di Letterio Paladino proveniente dal duomo antico.[5]

### Cupola e navata centrale
- Nel tetto a cassettoni policromi e decorati, sono presenti due affreschi che raffigurano episodi della vita di santo Stefano protomartire.
- Gli otto medaglioni sulle due pareti della navata centrale raffigurano: Santo Stefano protomartire, San Francesco di Paola, i Santi martiri Milazzesi,  San Leone II papa, San Gaetano di Thiene, Sant'Antonio di Padova, Beato Annibale Maria di Francia e Santa Eustochia Smeralda Calafato.
- XVI secolo, Acquasantiera opera gaginesca proveniente dalla rinascimentale chiesa dell'Annunziata al Castello.

### Altare maggiore
- Altare maggiore, manufatto marmoreo di stile neoclassico del tardo Settecento.
- 1991 - 1992, struttura atta ad ospitare la statua di santo Stefano.
- 1784, Santo Stefano Protomartire, statua in legno policromo di Filippo Quattrocchi di Gangi proveniente dal duomo antico realizzata a Palermo, con la collaborazione del pittore Marcello Parigi.
- 1531, San Pietro, pala d'altare di Antonello de Saliba. Da polittico proveniente dal Duomo Antico.[5][6]
- 1531, San Paolo, pala d'altare di Antonello de Saliba. Da polittico proveniente dal Duomo Antico, autografo nel cartiglio con dicitura "1531 Eu Mastru Antonellu Resaliba pinsit".[5][6]
- XVI secolo, San Nicola e le storie della sua vita di Antonino Giuffrè, proveniente dal Duomo Antico.[5]
- XVI secolo, Annunciazione di Antonino Giuffrè, proveniente dal Duomo Antico.[5]

Di Antonello de Saliba nel presbiterio sono presenti altre tre opere: al centro l'Adorazione del Bambino e ai lati due piccoli dipinti raffiguranti san Rocco e san Tommaso d'Aquino.

## Tesoro
- 1688, Reliquiario, manufatto in argento e in argento dorato, custodia dei resti del santo, opera degli orafi messinesi Giuseppe e Nicola Provenzano.

## Feste religiose
- ?[7] settembre, prima domenica, Festa di Santo Stefano. La festività era fissata la prima domenica di agosto per celebrare il 3 agosto 1461, giorno della invenzione del santo Braccio.